# ریزلا
ریزلا (انگلیسی: Rizla) شرکت دخانیات فرانسوی است، که در سال ۱۸۸۶ تأسیس شد.